# Abel Moreno Zorrero
Abel Moreno Zorrero (Almensilla, Sevilla, Andalucía, España, 19 de febrero de 1995), conocido deportivamente como Abel Moreno, es un futbolista español que juega como lateral izquierdo.

## Trayectoria
Natural de Almensilla, municipio  de la Provincia de Sevilla en Andalucía, Moreno terminó su formación en las categorías inferiores del Sevilla F. C., e hizo su debut con el Sevilla F. C. "C" en la temporada 2014-15 de la Tercera División. El 7 de julio de 2015 fue fichado por el Córdoba Club de Fútbol para su filial, que competiría también en la Tercera División de España.
El 9 de septiembre de 2015 Moreno hace su debut profesional, saliendo de inicio en la derrota por 0 a 1 en casa del Córdoba C. F. frente al C. D. Lugo en la Copa del Rey. Debutó en Segunda División de España el 29 de noviembre, jugando los noventa minutos frente al Real Oviedo, partido que concluyó con victoria para el Córdoba por 2 a 1.

## Clubes
| Club               | País   | Año       |
| ------------------ | ------ | --------- |
| Sevilla F. C. "C"  | España | 2014-2015 |
| Córdoba C. F. "B"  | España | 2015-2016 |
| Córdoba C. F.      | España | 2015-2016 |
| S. D. Ponferradina | España | 2016-2017 |
| Deportivo Aragón   | España | 2017-2018 |
| Linense            | España | 2018-2019 |
| Ebro               | España | 2019-2020 |
| CD Gerena          | España | 2020-2022 |
| Coria C.F.         | España | 2022-Act. |